# کرم لوله‌ای غده‌ساز ریشه
کرم لوله‌ای غده‌ساز ریشه (نام علمی: Meloidogyne javanica) نام یک گونه از سرده کرم لوله‌ای ریشه‌گرهی است.